# Valerie Wizlsperger
Valerie Wizlsperger (geb. 3. Dezember 1890 in Obervellach in Kärnten; gest. 31. März 1975) war eine österreichische Fotografin. Sie war Gründerin und von 1926 bis 1939 Leiterin der Lichtbildwerkstatt Loheland, Hauswirtschafts- und Gymnastiklehrerin und von 1939 bis mindestens 1971 Geschäftsführerin der Loheland-Schule.

## Lebensweg
Valerie Wizlsperger, Tochter eines Forstbeamten, besuchte eine Klosterschule. Danach ging sie in Wien auf eine Koch- und Hauswirtschaftsschule, die sie mit dem Lehrerinnenexamen abschloss.
Wizlsperger leitete eine Mädchengruppe des Wandervogels. Über ihre Verbindungen zur Wandervogel-Bewegung wurde sie Wirtschaftsleiterin an der Folkwang-Schule in Hagen (Westfalen). Dort erfuhr sie von dem anthroposophisch inspirierten, emanzipatorischen Frauen-Siedlungs- und -Ausbildungsprojekt Loheland. Der Begründer der Folkwang-Initiative, der Kunstsammler und -mäzen Karl Ernst Osthaus (1874–1921), unterhielt Kontakt zu den Loheland-Gründerinnen Louise Langgaard und Hedwig von Rohden; außerdem unterrichtete seit 1920 eine ehemalige Loheländerin an der Folkwang-Schule Hagen.
Als die Folkwang-Schule schloss und im Loheland eine Hauswirtschafterin gesucht wurde, nahm Wizlsperger die angebotene Stelle an und ging im März 1921 in die Rhön, wo sie die Küchenleitung übernahm. Die Loheland-Küche versorgte unter den wirtschaftlich schwierigen Bedingungen der 1920er Jahre etwa 80 Frauen. Wizlsperger absolvierte von 1926 bis 1928, neben ihrer Arbeit als Küchenleiterin, eine Ausbildung zur Loheland-Gymnastiklehrerin.
Von Anfang an nutzten die Loheländerinnen das noch relativ neue Mittel der Werbefotografie, um auf ihr Projekt aufmerksam zu machen und dessen Erzeugnisse zu vermarkten. „Reklame muss sehr energisch und durchgreifend geschehen, wenn pekuniärer Erfolg zustande kommen soll“, hatte Hedwig von Rhoden erkannt. Auch die Loheland-Gründerin Louise Langgaard besaß eine Fotokamera; die frühen Tanz- und Gymnastik-Fotos aus dem Loheland stammen vermutlich von ihr.
Aufgabe der Lichtbildwerkstatt Loheland war die Dokumentation der Loheland-Aktivitäten und vor allem Werbung für das Gymnastik-Seminar und für die kunsthandwerklichen Erzeugnisse der Loheländerinnen. Bereits 1925 erwarben die Loheland-Frauen vier ausrangierte Eisenbahnwagen, die sie zu Werkstätten umfunktionierten und „Waggonia“ nannten. In einem dieser Waggons, der einen Wasseranschluss hatte, richtete Wizlsperger im Jahr 1926 die Lichtbildwerkstatt Loheland ein. Wizlsperger, die keine formelle Fotografenlehre absolviert hatte, erlernte das Fotografieren mit Unterstützung ihres Vetters Adalbert Defner (1884–1969), eines bekannten österreichischen Landschaftsfotografen. Bei der Beschaffung einer professionellen Fotoausrüstung half offenbar der befreundete Verleger Eugen Diederichs (1867–1930). Die meisten Aufnahmen der Lichtbildwerkstatt Loheland aus der Zeit zwischen 1926 und 1939 stammen von Valerie Wizlsperger. Sie hat auch mehrere Schülerinnen in das Fotografenhandwerk eingearbeitet. Stilsicher wurden die Loheland-Erzeugnisse – etwa Brokatstoffe, Ahornholz-Schalen und mattschwarze Gebrauchskeramik – fotografiert und erfolgreich auf Messen präsentiert.
Die Fotografien der Lichtbildwerkstatt Loheland unter Wizlspergers Leitung brauchen nach Auffassung des Bauhaus-Archivs den Vergleich mit den Arbeiten der neusachlichen Fotografen Albert Renger-Patzsch (1897–1966) und Hans Finsler (1891–1972) nicht zu scheuen.
Dreizehn Jahre später, im Jahr 1939, stellte die Lichtbildwerkstatt Loheland ihre Tätigkeit ein. Wizelsberger übernahm in diesem Jahr die Geschäftsleitung des Lohelands. Ob sie danach noch fotografiert hat, ist unbekannt. Wizelsberger wurde alleinvertretungsberechtigte Geschäftsführerin der Loheland-Schule für Gymnastik, Landbau und Handwerk GmbH. Sie blieb auch in der Zeit des Nationalsozialismus Loheland-Geschäftsführerin, in der Louise Langgaard, eine der beiden Loheland-Gründerinnen, das Projekt durch Zugeständnisse und Anpassungen an die nationalsozialistischen Machthaber und dank einflussreicher Freunde fortführen konnte, während die andere Loheland-Gründerin, Hedwig von Rohden, das Loheland verließ, weil sie diese Zugeständnisse und Anpassungen nicht mittragen wollte. Noch 1971, also im Alter von mehr als 80 Jahren, war Wizlsperger Geschäftsführerin der Loheland-Schule.
Valerie Wizlsperger starb am 31. März 1975 im Alter von 84 Jahren.